# Alec Benjamin
Alec Shane Benjamin (* 28. Mai 1994 in Phoenix, Arizona) ist ein US-amerikanischer Singer-Songwriter.

## Leben
Alec Benjamin stammt aus Phoenix, Arizona. Unter dem Eindruck von Künstlern wie Eminem, Paul Simon und Citizen Cope entwickelte er seinen eigenen Stil, der sich aus Elementen wie Filmmusik und Lo-Fi zusammensetzt, die von seiner jugendlichen Stimme geprägt sind. Zunächst veröffentlichte er seine Songs im Internet und erregte so die Aufmerksamkeit von Columbia Records, bei denen er im Alter von 18 Jahren unterschrieb. 2014 erschien seine Debütsingle Paper Crown.
Kurz nachdem er sein Album einreichte, wurde er jedoch von Columbia Records aus seinem Vertrag entlassen. Wieder alleine unterwegs organisierte er selbst eine Europa-Tournee und spielte Gratiskonzerte in der Nähe von Auftrittsorten, an denen Shawn Mendes und Troye Sivan später auftraten.
Zurück in den Vereinigten Staaten schrieb er zusammen mit Jon Bellion New York Soul (Part II) für dessen Debütalbum The Human Condition. Zusammen mit Jon Bellion ging er anschließend auf Tour. Gleichzeitig erschien seine Single Endless Summer.
Es folgten eine Reihe weiterer Konzerte, innerhalb von sechs Monaten spielte er mehr als 165 Shows und veröffentlichte etwa alle zwei Wochen einen Song über YouTube, was ihm etwa 150.000 Abonnenten einbrachte. 2017 folgte I Built a Friend, das er bei America’s Got Talent vorstellte und sich später im Internet rasant verbreitete.
2019 schließlich gelang ihm der Durchbruch mit dem Song Let Me Down Slowly, der von seinem independent veröffentlichten Mixtape Narrated for You stammte, aber in einer über Warner Music veröffentlichten Version zusammen mit Alessia Cara in die Billboard Hot 100 brachte. In Deutschland, Österreich und der Schweiz dagegen chartete die Originalversion.

## Diskografie
Studioalben
- 2018: Narrated For You
- 2020: These Two Windows (Atlantic)
- 2022: (Un)Commentary
- 2024: 12 Notes

Mixtapes
- 2013: Mixtape 1: America (White Rope)

Singles
- 2014: Paper Crown
- 2016: End of the Summer
- 2017: I Built a Friend
- 2018: Let Me Down Slowly
- 2018: Boy in the Bubble (US: Gold)
- 2018: If We Have Each Other (UK: Silber, US: Platin)
- 2018: Death of a Hero
- 2018: Outrunning Karma (US: Gold)
- 2018: 1994
- 2018: If I Killed Someone for You (US: Gold)
- 2018: Water Fountain (UK: Silber, US: Platin)
- 2019: Let Me Down Slowly (feat. Alessia Cara)
- 2019: The Saddest Song
- 2019: Must Have Been the Wind (US: Gold)
- 2019: Jesus in LA (US: Gold)
- 2019: Mind Is a Prison (US: Gold)
- 2020: Demons
- 2020: Oh My God
- 2020: The Book of You & I
- 2020: Six Feet Apart (Quarantine Song)
- 2021: The Way You Felt
- 2021: Change My Clothes (mit Dream)
- 2022: Devil Doesn’t Bargain (US: Gold)
- 2023: Different Kind Of Beautiful
- 2023: I Sent My Therapist to Therapy
- 2024: Pick Me
- 2024: King Size Bed
- 2024: Sacrifice Tomorrow
- 2024: Found You First

Sonstiges
- 2016: New York Soul (Part II) (auf dem Album The Human Condition von Jon Bellion) – Songwriting und Gastgesang
- 2024: 12 Notes (Deluxe) (16 Notes)

## Auszeichnungen für Musikverkäufe
| Goldene Schallplatte - Dänemark - 2024: für die Single If We Have Each Other - 2024: für die Single Water Fountain - Frankreich - 2024: für das Album Narrated for You - Kanada - 2021: für die Single Boy in the Bubble - 2021: für die Single Jesus in LA - 2021: für die Single Must Have Been the Wind - Neuseeland - 2024: für das Album Narrated for You - Polen - 2021: für das Album Narrated for You - 2021: für die Single Water Fountain - 2024: für die Single If We Have Each Other - Singapur - 2021: für das Album Narrated for You Platin-Schallplatte - Dänemark - 2021: für das Album Narrated for You - Italien - 2021: für die Single Let Me Down Slowly - Kanada - 2021: für die Single If We Have Each Other - 2022: für das Album Narrated for You - 2024: für die Single Devil Doesn’t Bargain - Niederlande - 2019: für die Single Let Me Down Slowly - Norwegen - 2020: für das Album Narrated for You - Spanien - 2023: für die Single Let Me Down Slowly | 2× Platin-Schallplatte - Australien - 2020: für die Single Let Me Down Slowly - Belgien - 2020: für die Single Let Me Down Slowly - Brasilien - 2019: für die Single Let Me Down Slowly - Dänemark - 2022: für die Single Let Me Down Slowly - Kanada - 2022: für die Single Water Fountain - Norwegen - 2020: für die Single Let Me Down Slowly - Portugal - 2020: für die Single Let Me Down Slowly 4× Platin-Schallplatte - Kanada - 2021: für die Single Let Me Down Slowly - Neuseeland - 2025: für die Single Let Me Down Slowly Diamantene Schallplatte - Frankreich - 2020: für die Single Let Me Down Slowly - Polen - 2024: für die Single Let Me Down Slowly |

Anmerkung: Auszeichnungen in Ländern aus den Charttabellen bzw. Chartboxen sind in ebendiesen zu finden.
| Land/RegionAuszeichnungen für Musikverkäufe (Land/Region, Auszeichnungen, Verkäufe, Quellen) | Silber     | Gold       | Platin       | Diamant     | Verkäufe   | Quellen              |
| -------------------------------------------------------------------------------------------- | ---------- | ---------- | ------------ | ----------- | ---------- | -------------------- |
| Australien (ARIA)                                                                            | —          | —          | 2× Platin2   | —           | 140.000    | aria.com.au          |
| Belgien (BRMA)                                                                               | —          | —          | 2× Platin2   | —           | 60.000     | ultratop.be          |
| Brasilien (PMB)                                                                              | —          | —          | 2× Platin2   | —           | 80.000     | pro-musicabr.org.br  |
| Dänemark (IFPI)                                                                              | —          | 2× Gold2   | 3× Platin3   | —           | 290.000    | ifpi.dk              |
| Deutschland (BVMI)                                                                           | —          | —          | Platin1      | —           | 600.000    | musikindustrie.de    |
| Frankreich (SNEP)                                                                            | —          | Gold1      | —            | Diamant1    | 383.333    | snepmusique.com      |
| Italien (FIMI)                                                                               | —          | —          | Platin1      | —           | 70.000     | fimi.it              |
| Kanada (MC)                                                                                  | —          | 3× Gold3   | 9× Platin9   | —           | 840.000    | musiccanada.com      |
| Neuseeland (RMNZ)                                                                            | —          | Gold1      | 4× Platin4   | —           | 127.500    | radioscope.co.nz NZ2 |
| Niederlande (NVPI)                                                                           | —          | —          | Platin1      | —           | 80.000     | nvpi.nl              |
| Norwegen (IFPI)                                                                              | —          | —          | 3× Platin3   | —           | 140.000    | ifpi.no              |
| Österreich (IFPI)                                                                            | —          | Gold1      | 3× Platin3   | —           | 97.500     | ifpi.at              |
| Polen (ZPAV)                                                                                 | —          | 3× Gold3   | —            | Diamant1    | 295.000    | olis.pl              |
| Portugal (AFP)                                                                               | —          | —          | 2× Platin2   | —           | 20.000     | Einzelnachweise      |
| Schweiz (IFPI)                                                                               | —          | —          | 2× Platin2   | —           | 40.000     | hitparade.ch         |
| Singapur (RIAS)                                                                              | —          | Gold1      | —            | —           | 5.000      | rias.org.sg          |
| Spanien (Promusicae)                                                                         | —          | —          | Platin1      | —           | 60.000     | elportaldemusica.es  |
| Vereinigte Staaten (RIAA)                                                                    | —          | 7× Gold7   | 7× Platin7   | —           | 10.500.000 | riaa.com             |
| Vereinigtes Königreich (BPI)                                                                 | 2× Silber2 | Gold1      | Platin1      | —           | 1.100.000  | bpi.co.uk            |
| Insgesamt                                                                                    | 2× Silber2 | 20× Gold20 | 44× Platin44 | 2× Diamant2 |            |                      |